# ジョンソン・ケンドリック
ジョンソン・ケンドリック（Johnson Kendrick、アラビア語: جونسون كيندريك 、
1992年1月27日 - 2017年7月7日）は、カタールのアル・ガラファなどに所属したブラジル出身のサッカー選手。

## 射殺
2017年7月7日、休暇で母国に戻っていたケンドリックは、強盗に遭遇し、顔面を銃撃された。彼は、翌日にはカタールに戻る予定だった。